# 新ゴ
新黑体（日语： shingo）是森泽开发出的一种现代黑体字体。

## 概述
在目睹了竞争对手写研推出的Gona字体的成功之后，1986年森泽开始开发日本现代黑体，由小塚昌彦担任制作主管。创建该字体的目的是完善欧洲文字中现代无衬线体（如Helvetica字体）的线性外观。在假名中，其基本笔画部分引入了原本的运笔方式。
1990年，该字体以“New Gothic”（新ゴシック体）的名义作为排版字体发布，後来又以“New Gothic”（新ゴシック）系列和“New Go”（新ゴ）系列发布，前者用于电脑誊写，后者用于桌面出版。2009年，字体更新为UD新黑体（UD新ゴ），提高了原字体的可读性。

## 使用例子
不少铁路运营商都在采用该款字体来制作站名标志和其他标识系统。

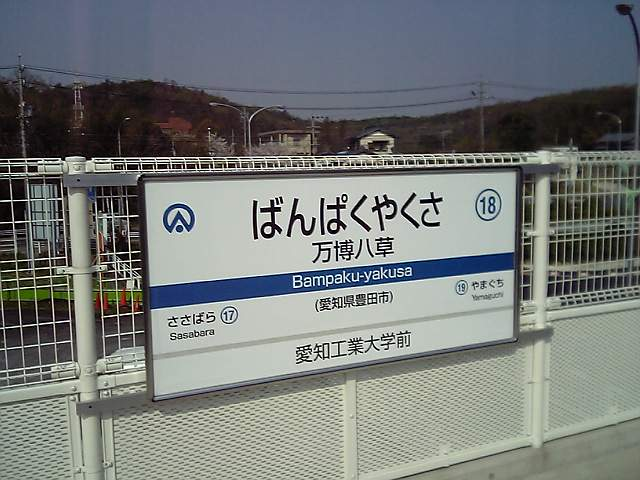
愛知環状鉄道站名标
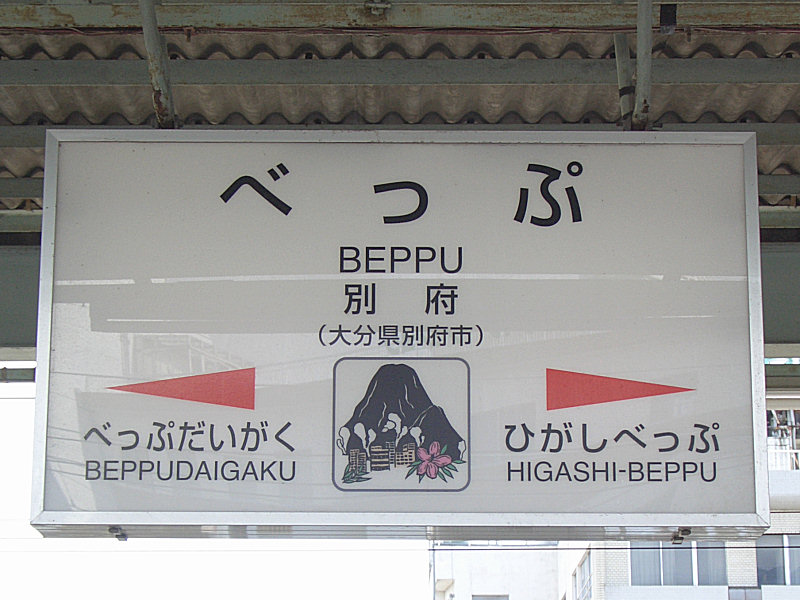
九州旅客鉄道站名标
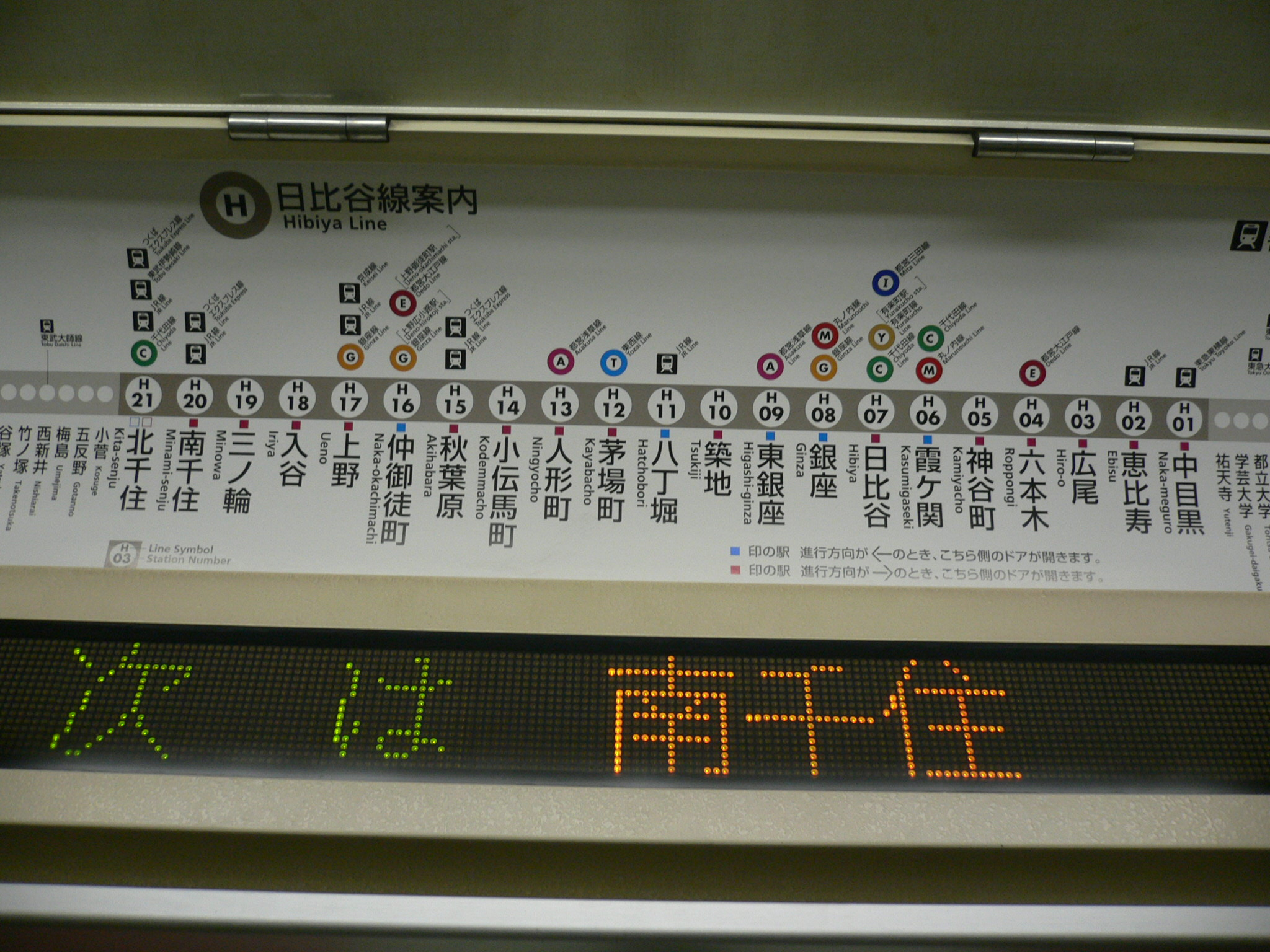
東京地鉄单线线路图